# Dresserus aethiopicus
Espèce
Dresserus aethiopicus est une espèce d'araignées aranéomorphes de la famille des Eresidae.

## Distribution
Cette espèce est endémique d'Éthiopie.

## Description
La femelle holotype mesure 14,5 mm.

## Étymologie
Son nom d'espèce lui a été donné en référence au lieu de sa découverte, Éthiopie.

## Publication originale
- Simon, 1909 : Arachnides. Première partie. Voyage de M. Maurice de Rothschild en Éthiopie et dans l'Afrique orientale anglaise (1904-1906). Annales de la Société entomologique de Belgique, vol. 53, p. 29-43 (texte intégral).